# Petrosedum montanum
Petrosedum montanum är en fetbladsväxtart. Petrosedum montanum ingår i släktet Petrosedum och familjen fetbladsväxter. Utöver nominatformen finns också underarten P. m. montanum.